# Gauliga Niedersachsen 1936/37
De Gauliga Niedersachsen 1936/37 was het vierde voetbalkampioenschap van de Gauliga Niedersachsen. Werder Bremen werd kampioen en plaatste zich voor de eindronde om de Duitse landstitel, waar de club in de groepsfase uitgeschakeld werd.
In het kader van de Groot-Hamburgwet werd de stad Harburg-Wilhelmsburg een deel van Hamburg. De club werden hierdoor overgeheveld van de Gauliga Niedersachsen naar de Gauliga Nordmark. Er werd een extra kwalificatie gespeeld voor de vrijgekomen plaatsen, waaraan ook degradant Göttingen aan mocht deelnemen.

## Eindstand
| Plaats | Club                      | Wed. | W  | G | V  | Saldo | Ptn.  |
| ------ | ------------------------- | ---- | -- | - | -- | ----- | ----- |
| 1.     | SV Werder Bremen          | 18   | 14 | 2 | 2  | 73:31 | 30:6  |
| 2.     | SV Arminia Hannover       | 18   | 13 | 0 | 5  | 42:29 | 26:10 |
| 3.     | Hannoverscher SV 96       | 18   | 9  | 2 | 7  | 41:26 | 20:16 |
| 4.     | SV Algermissen 11         | 18   | 8  | 4 | 6  | 40:36 | 20:16 |
| 5.     | FC Borussia 04 Harburg    | 18   | 7  | 4 | 7  | 33:32 | 18:18 |
| 6.     | SV Eintracht Braunschweig | 18   | 6  | 5 | 7  | 51:42 | 17:19 |
| 7.     | VfB 1904 Peine            | 18   | 6  | 4 | 8  | 33:36 | 16:20 |
| 8.     | FV 1909 Wilhelmsburg      | 18   | 6  | 4 | 8  | 33:37 | 16:20 |
| 9.     | VfR 1907 Harburg          | 18   | 8  | 0 | 10 | 33:42 | 16:20 |
| 10.    | 1. SC Göttingen 05        | 18   | 0  | 1 | 17 | 20:88 | 1:35  |

|  | Kampioen                             |
|  | Wissel naar Gauliga Nordmark 1937/38 |
|  | Degradatie                           |

## Promotie-eindronde

### Groep Noord
| Plaats | Club           | Wed. | Saldo | Ptn. |
| ------ | -------------- | ---- | ----- | ---- |
| 1.     | VfL Osnabrück  | 4    | 11:5  | 5:3  |
| 2.     | ASV Blumenthal | 4    | 4:3   | 4:4  |
| 3.     | Lüneburger SK  | 4    | 5:12  | 3:5  |

|  | Promotie |

### Groep Zuid
| Plaats | Club                          | Wed. | Saldo | Ptn. |
| ------ | ----------------------------- | ---- | ----- | ---- |
| 1.     | BV Germania Wolfenbüttel 1910 | 6    | 18:6  | 9:3  |
| 2.     | SV Linden 07                  | 6    | 10:10 | 8:4  |
| 3.     | RSV 06 Hildesheim             | 6    | 10:11 | 6:6  |
| 4.     | FC Brochthausen               | 6    | 4:15  | 1:11 |

### Bijkomende steigers
| Plaats | Club               | Wed. | Saldo | Ptn. |
| ------ | ------------------ | ---- | ----- | ---- |
| 1.     | ASV Blumenthal     | 3    | 12:5  | 6:0  |
| 2.     | SV Linden 07       | 3    | 9:5   | 3:3  |
| 3.     | 1. SC Göttingen 05 | 3    | 3:7   | 3:3  |
| 4.     | RSV 06 Hildesheim  | 3    | 3:10  | 0:6  |

|  | Promotie |